# いきなりフォーリンラブ
『いきなりフォーリンラブ』は、2020年1月22日からAbemaTVで配信されていたバラエティ番組である。

## 内容
「外国人と恋をすると英語が話せるようになる」という噂に基づき、英語が話せない日本人女子と外国人男子の愛は実るのかを見守る“グローバル”恋愛リアリティーショー。
カップル成立の場合はトライアルカップルと呼び、番組上3か月間の交際をルールとして設けている。また外国人男子は日本語が理解できる出演者でもデート中は日本語の会話を禁止されている。
番組ラストおよび公式インスタグラムでは日常で使えるアメリカンなプロポーズのやりとりを「恋に効くモテモテEnglish講座」として配信。　
各話15分×2話ずつ配信の形を取り、MCはゆりやんレトリィバァ、フワちゃん、アイクぬわらの3人でスタートしているが、第1週限りでゆりやんレトリィバァが降板。第2週よりゲストMCとして弘中綾香が加入。

## 出演者

### スタジオMC
- フワちゃん
- アイクぬわら
- ゆりやんレトリィバァ（1話、2話のみ）
- 弘中綾香（3話以降、ゲストMC）

### トライアルカップル

#### 女性
- サラ（アーティスト）
- セナ（モデル）
- ayano.（学生）

#### 男性
- イギー（オーストラリア出身／アーティスト）
- イリヤ（ロシア出身／学生）
- マーヴィン（ドイツ出身／モデル）
- レネ（ドイツ出身／学生）
- ウィリアム（オーストラリア出身／モデル）

## 主題歌
- I Don't Like Mondays.「Girlfriend」[3]

## スタッフ
- 構成：渡邊堅史、永井孝裕、藤原ちほり、柴田健太郎
- 編集・MA：STUDIO Will
- 技術協力：スイッチジャパン
- スチール：堤賢吾
- ディレクター：中野伸郎、大馬渡伸、守屋隆広、財津健、大橋達郎、堀江悟、大城浩一郎、畑中真治、北圭吾
- 演出・プロデューサー：中野隆博
- プロデューサー：浜崎賢一、菅大輔、小八重泰臣
- 制作協力：EAST FACTORY、SCRATCH
- 製作著作：AbemaTV